# Anglesey Coastal Path
Der Anglesey Coastal Path (auch Isle of Anglesey Coastal Path, walisisch Llwybr Arfordirol Ynys Môn) ist ein 200 km langer Fernwanderweg um die Insel Anglesey im Norden von Wales. Der Weg ist Bestandteil des Wales Coast Path.

## Beschreibung
Der Weg folgt der Küste, mit Ausnahme des Plas-Newydd-Anwesens und der Mündung des Afon Alaw zwischen Llanfachraeth und Llanynghenedl. Die Schleife beginnt und endet in Holyhead und wird im offiziellen Führer entgegen dem Uhrzeigersinn beschrieben. Er liegt fast vollständig in einer Area of Outstanding Natural Beauty und folgt nahezu vollständig öffentlichen Fußpfaden sowie einigen freigegebenen Wegen mit guter Ausschilderung. Man kann ihn in vier Tagen absolvieren, aber die Empfehlung für durchschnittliche Wanderer ist sieben bis zehn Tage.
Die Gesamtkosten von 1,4 Mio. GBP wurden zum Teil von europäischen Fördermitteln getragen. Damit wird der steigende Bedarf nach Wanderwegen entlang von Küsten unterstützt. Er wurde am 9. Juni 2006 eröffnet.
Der Anglesey Coastal Path ist Teil des 1400 Kilometer langen Wales Coast Path, der von  Chepstow bis Queensferry führt und im Mai 2012 eröffnet wurde.

## Abzweigungen
1. Mynydd Mechell circular walk, ein einfacher, fünf Kilometer langer Weg, der in circa zwei Stunden gelaufen werden kann. Er fängt in Jerusalem Chapel/Mynydd Mechell an.
2. Copper Coast Circular Walk. Dieser Weg startet und endet in Amlwch Port und passiert die Landspitze Point Lynas sowie Parys Mountain. In circa sechs Stunden sind 22 Kilometer zu absolvieren.[3]
3. Ynys Llanddwyn. Dieser Weg führt circa 2,3 Kilometer über die schönsten Strände von Ynys Môn. Er fängt am Parkplatz an und führt durch die sehenswerten Sanddünen des Naturschutzgebietes Newborough Warren. Er ist nur bei Niedrigwasser begehbar.

## Andere Sehenswürdigkeiten
Die Wanderung führt durch:
| - Den Hafen von Holyhead, Angleseys größte Stadt - South Stack-Leuchtturm und -Vogelbeobachtungsstation - Porth Dafarch - Trearddur - Rhoscolyn - Rhosneigr - Barclodiad y Gawres, neolithische Grabkammer - Die Inselkirche in Llangwyfan - Aberffraw - Llangadwaladr Kirche, Begräbnisstätte von Cadfan ap Iago - Ynys Llanddwyn - Llanidan, Geburtsstelle von Thomas Williams - Britannia Bridge - Swellies - Church Island - Thomas Telfords Menai Suspension Bridge - Menai Bridge - Llandegfan - Beaumaris | - Penmon und Puffin Island - Traeth Coch (Red Wharf Bay) - Benllech - Moelfre - Die Gedenkstätte für das Wrack der Royal Charter - Dulas Bay - Amlwch - Bull Bay - Kirche in Llanbadrig - Cemaes - Wylfa Nuclear Power Station - Cemlyn Bay and lagoon - Carmel Head - Church Bay - Llanfachraeth - Llanynghenedl - Stanley Embankment, Erbauer Thomas Telford - Penrhos Country Park - Holyhead |